# Abd er-Rahman I
Abd er-Rahman I a fost un emir (756-788), fondatorul dinastiei Omeiazilor din Spania. Este întemeietorul emiratului de Cordoba.
Abd er-Rahman s-a născut lângă Damasc, Siria.